# Pallacanestro Varese 1955-1956
Nel Campionato 1955-56 viene esonerato l'allenatore, Valerio Giobbi, e la squadra viene affidata a Yogi Bough, giocatore statunitense giunto l'anno precedente a Varese, che si dedica esclusivamente al ruolo affidatogli. Come secondo straniero viene ingaggiato Faidōn Matthaiou, pivot greco, che si trova subito in contrasto con l'allenatore statunitense. Gli attriti nello spogliatoio portano Sergio Marelli alla decisione di cambiare squadra, arrivando a Cantù. I contrasti continui inducono il Presidente, Rino Sassi, ad allontanare Bough, promuovendo Matheou al doppio ruolo di giocatore-allenatore, con scarsi risultati. Al termine del girone di andata Matheou viene sostituito da Amerigo Penzo, tecnico veneziano, che condurrà la squadra al settimo posto, con 1507 punti segnati e 1538 subiti. Migliore realizzatore Matheou con 455 punti, che con Tonino Zorzi si classificherà terzo e quarto nella classifica realizzatori della Serie A. Al termine del campionato, il 18 marzo 1956, la dirigenza trova un accordo commerciale con il nuovo Presidente, Giovanni Borghi, fondatore e proprietario della Ignis di Comerio.

## Rosa 1955/56
- Giuseppe Bernasconi
- Gabriele Besozzi
- Paolo Checchi
- Tony Flokas
- Giancarlo Gualco
- Giuseppe Lomazzi
- Faidōn Matthaiou
- Paolo Magistrini
- Tonino Zorzi
  - Allenatore
- Yogi Bough
- Faidōn Matthaiou
- Amerigo Penzo

## Statistiche
| COMPETIZIONE        | GIOCATE | VINTE | PERSE | PAREGGIATE | F    | S    | PIAZZAMENTO |  |
| CAMPIONATO          | 22      | 9     | 11    | 2          | 1507 | 1538 | 8           |  |
| TORNEI E AMICHEVOLI | 7       | 4     | 2     | 1          | 481  | 428  | -           |  |

## Fonti
- "Pallacanestro Varese 50 anni con voi" di Augusto Ossola
- "La Pallacanestro Varese" di Renato Tadini